# Tasiemiec uzbrojony
Tasiemiec uzbrojony (Taenia solium), tasiemiec świński – gatunek tasiemca (Cestoda) z rzędu Cyclophyllidea. Pasożyt wewnętrzny człowieka, wywołujący dwie choroby: tasiemczycę (tenioza, łac. tæniasis) oraz wągrzycę (cysticerkoza, łac. cysticercosis). Jest gatunkiem kosmopolitycznym, chociaż najczęściej występuje na obszarach o niskim poziomie higieny osobistej. Jego zasięg występowania jest szerszy niż u tasiemca nieuzbrojonego (T. saginata). Znany był już w czasach biblijnych.

## Morfologia
Dojrzały osobnik mierzy zazwyczaj 2–4 m długości (chociaż wyjątkowo mogą osiągać nawet 8 m) i zbudowany jest z 800–1000 proglotydów (członów). Jego kulista główka (scolex) o średnicy 1 mm ma cztery półkoliste przyssawki oraz wysuwalny ryjek z podwójnym wieńcem 25–30 haczyków. Przedsionki płciowe w proglotydach rozrodczych są ułożone naprzemiennie, mają trzypłatowy jajnik oraz o połowę mniej jąder niż w przypadku tasiemca nieuzbrojonego. Proglotydy maciczne są mniejsze i zawierają o wiele mniej jaj niż u tasiemca nieuzbrojonego, zaś ich macica ma 5–6 bocznych odgałęzień po obu stronach.

## Cykl życiowy

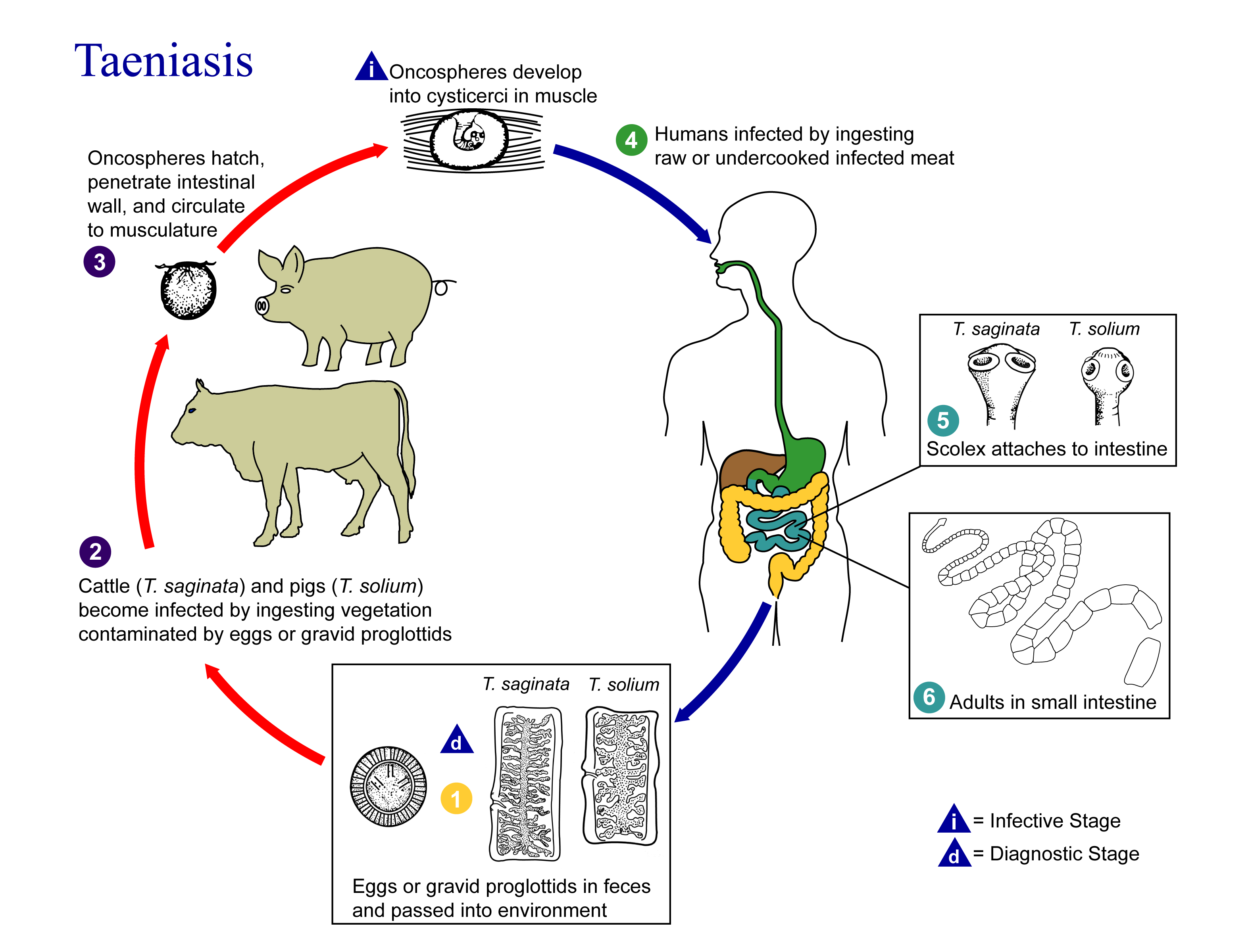
Cykl życiowy tasiemca uzbrojonego
(T. solium) i nieuzbrojonego (T. saginata)

Jego cykl życiowy jest prawie taki sam, jak u tasiemca nieuzbrojonego. Różni się on jednak tym, że jego żywicielem ostatecznym, oprócz człowieka, mogą być również gibbony i pawiany. Formą inwazyjną jest zazwyczaj pęcherzykowaty wągier (cysticercus cellulosae), w którym znajduje się inwaginowana główka (scolex). Kształt wągra zależy od jego umiejscowienia (np. w mięśniach jest wrzecionowaty i ma 5–20 mm, podczas gdy w mózgowiu przybiera kształt kuli o średnicy około 10 mm). Do zakażenia żywiciela ostatecznego dochodzi drogą pokarmową, najczęściej poprzez spożycie wieprzowiny zawierającej wągry tasiemca. Jaja jeszcze w macicy rozwijają się do pierwszego stadium larwalnego, jakim jest onkosfera. Otacza ją podwójna otoczka (embriofor), dzięki której larwa ta może przetrwać w środowisku zewnętrznym klimatu umiarkowanego nawet przez rok.
Dorosły osobnik każdego dnia wydala 5–6 proglotydów, które (poruszając się aktywnie) wydostają się wraz z kałem przez odbyt do środowiska zewnętrznego. Żywicielem pośrednim jest zazwyczaj świnia domowa, choć może nim być również dzik, niedźwiedź brunatny, niektóre małpy wąskonose i szerokonose, a nawet sam człowiek. W tym ostatnim przypadku do zakażenia dochodzi wskutek spożycia pokarmów zanieczyszczonych onkosferami tasiemca (np. owoców lub warzyw) albo na drodze autoinwazji (kiedy onkosfery pochodzą od własnego tasiemca). Jeżeli w wyniku antyperystaltyki człony maciczne pasożyta dostaną się do żołądka i uwolnią w nim onkosfery z jaj, zjawisko to określa się natomiast jako autoendoinwazja. W przewodzie pokarmowym żywiciela pośredniego, pod wpływem soku żołądkowego i jelitowego oraz żółci, onkosfery wydostają się ze swoich otoczek i przenikają przez błonę śluzową do naczyń krwionośnych, które rozprowadzają je do różnych mięśni (głównie języka, żuchwy, szyi, serca i przepony, rzadziej grzbietu), gdzie zostają otoczone łącznotkankową otoczką. Po dotarciu na miejsce docelowe, każda onkosfera przekształca się w 3–4 wągry. Oprócz mięśni, onkosfery mogą w mniejszym stopniu umiejscawiać się także w innych narządach (szczególne zagrożenie stanowią one w mózgowiu oraz gałkach ocznych), jednak wówczas nie zostają one otoczone tkanką łączną. Zakażenie żywiciela pośredniego często ma ostry przebieg, ponieważ w jego organizmie człony maciczne często nie rozpadają się, przez co nie uwalniają większości jaj z onkosferami.